# (1141) Bohmia
(1141) Bohmia – planetoida z grupy pasa głównego asteroid okrążająca Słońce w ciągu 3 lat i 155 dni w średniej odległości 2,27 au. Została odkryta 4 stycznia 1930 roku w Landessternwarte Heidelberg-Königstuhl w Heidelbergu przez Maxa Wolfa. Nazwa planetoidy pochodzi od Kathariny Bohm-Waltz, która ufundowała 72-cm reflektor Waltz dla obserwatorium w Heidelbergu. Przed nadaniem nazwy planetoida nosiła oznaczenie tymczasowe (1141) 1930 AA.